# Radgoszcz (województwo małopolskie)
Radgoszcz – wieś w Polsce położona w województwie małopolskim, w powiecie dąbrowskim, w gminie Radgoszcz. 
Miejscowość jest siedzibą gminy Radgoszcz.

## Opis
W latach 1975–1998 miejscowość położona była w województwie tarnowskim.
Od 1991 roku we wsi prowadzi działalność przedsiębiorstwo ZPiOAS Tarsmak – producent majonezów, sosów majonezowych, sosów pomidorowych, keczupów, musztard, dressingów oraz przetworów warzywnych.

## Części wsi
Integralne części wsi Radgoszcz: Czarkówka, Górki, Grochowiska, Krzywda, Lisiaki, Łęg, Narożniki, Podlesie, Podmałec, Poręby, Trzydniaki, Zarzecze Duże, Zarzecze Małe.

## Zabytki
Obiekty wpisane do rejestru zabytków nieruchomych województwa małopolskiego:
- Kościół parafialny pw. św. Kazimierza, drewniany z 1860 roku;
  - dzwonnica.
- Cmentarz wojenny nr 244 – Narożniki z I wojny światowej (przysiółek Narożniki).
- Cmentarz wojenny nr 246 – Radgoszcz z I wojny światowej.